# Nyżniodereweczka
Nyżniodereweczka (ukr. Нижньодеревечка) – wieś na Ukrainie, w obwodzie ługańskim, w faktycznie niefunkcjonującym rejonie dołżańskim, od 2014 pod kontrolą marionetkowej, uzależnionej od Rosji Ługańskiej Republiki Ludowej. W 2001 liczyła 392 mieszkańców, spośród których 13 wskazało jako ojczysty język ukraiński, a 379 rosyjski.